# Český Malín

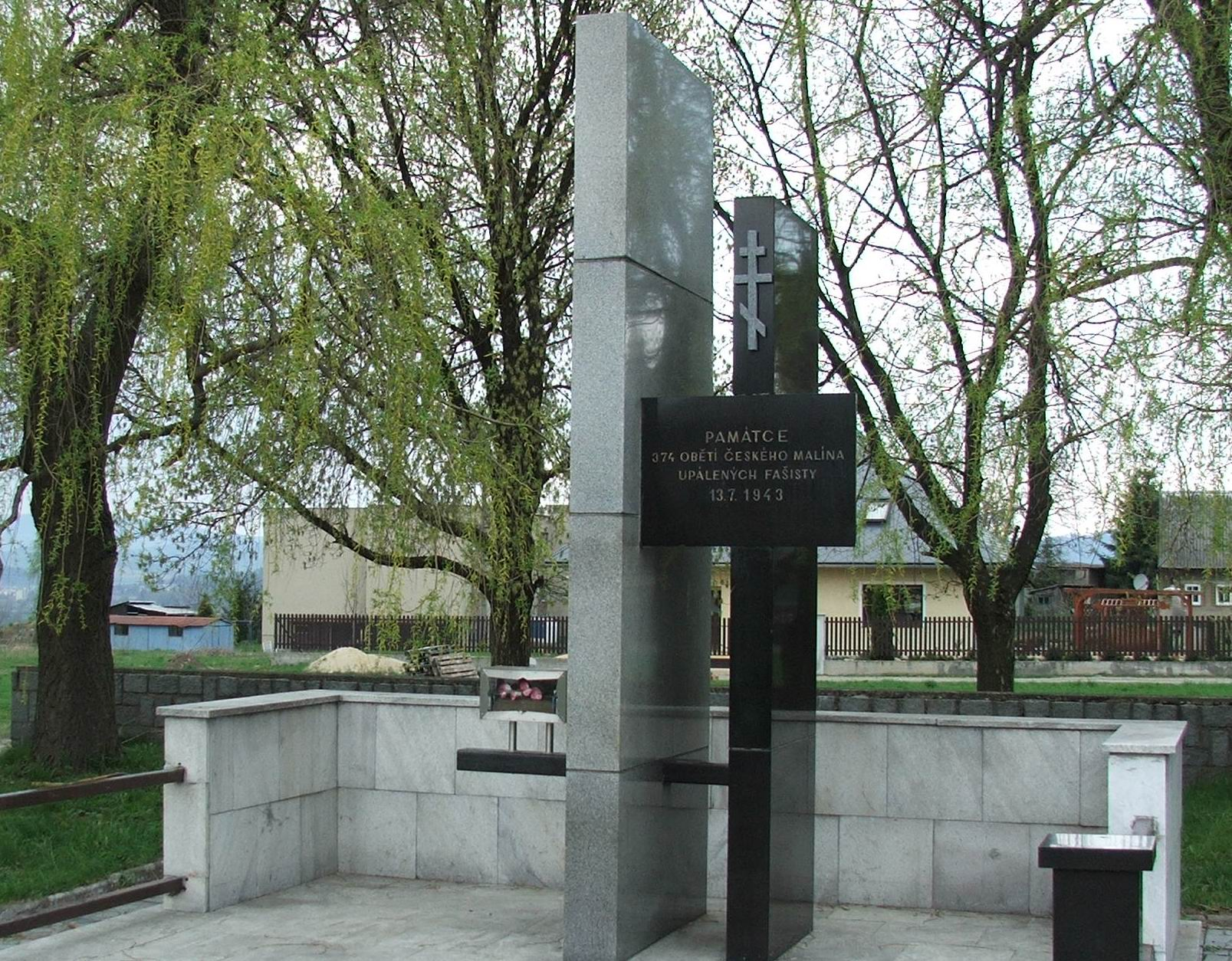
Oorlogsmonument voor de slachtoffers in Český Malín

Český Malín (of Malín Český, Pools: Kolonia Malin of Malin Kolonia) was een Tsjechische gemeente in Oekraïne, gesticht in de tweede helft van de negentiende eeuw door Tsjechische immigranten uit de omgeving van de Tsjechische gemeentes Louny, Žatec en Rakovice. Het dorp, inclusief 374 inwoners, is verbrand door de Duitsers tijdens de Tweede Wereldoorlog. Český Malín bevond zich naast de Oekraïense gemeente Malín in het rayon Mlyniv, in het gewest Rivne (Russisch: Rovno) in West-Oekraïne.

## Geschiedenis

### Oprichting
Rond 1860 lokte de Russische tsaristische regering immigranten naar Rusland, om ongebruikte grond in gebruik te nemen. De immigranten hoefden slechts weinig voor de grond te betalen en genoten ook andere voordelen, zoals het recht op het starten van eigen ondernemingen, het recht op onderwijs in de eigen taal, het recht op zelfbestuur, godsdienstvrijheid, vrijstelling van het betalen van belasting gedurende de eerste twintig jaar en vrijstelling van dienstplicht. In 1871 werd Český Malín opgericht in de Oekraïense regio Volyně, en de gemeente breidde zich snel uit. Er werden scholen gebouwd waar in het Tsjechisch werd onderwezen. In 1884 echter werd een wet uitgevaardigd volgens welke de bewoners moesten overgaan tot de oosters-orthodoxe kerken. De gemeente kreeg bibliotheken, een vrijwillige brandweer, amateurverenigingen, en verschillende scholen. De gemeente ontwikkelde zich dankzij het harde werken en de kundigheid van de bewoners, plus de modernisering en mechanisatie van de landbouw waardoor al snel een hogere ontwikkeling werd bereikt dan de omliggende gemeentes.

### Twintigste eeuw
In de geschiedenis van de gemeente worden voor het eerst negatieve berichten gemeld tijdens de Eerste Wereldoorlog, wanneer Český Malín ernstige schade oploopt. Na de Pools-Russische Oorlog vervalt Český Malín in 1921 aan Polen. Hierna vinden in de gemeente veel vernieuwingen plaats, waaronder de aanleg van elektriciteit. Tegelijkertijd ontwikkelen zich opnieuw scholen, sport- en cultuurverenigingen. In 1930 wordt een melkcoöperatie opgericht, in 1934 wordt een hoofdweg aangelegd, en in 1937 wordt de gemeente voorzien van een telefoon- en postkantoor.
De tweede helft van de dertiger jaren wordt bepaald door anti-Tsjechische propaganda door de Polen, wat resulteert in eisen van de Poolse omwonenden dat de Tsjechische scholen worden gesloten, het onteigenen van grond van Tsjechische boeren, negatieve bejegening van Tsjechische kolonisten op Poolse grond, en daarna ook in Český Malín zelf. Na invallen van de oostelijke Poolse regio's door Sovjettroepen, welke de regio bezetten op grond van een geheim aanhangsel van het Molotov-Ribbentroppact, valt Český Malín nu onder de Sovjet-Unie. Er wordt in deze periode een ziekenhuis gebouwd en in 1941 een kolchoz. Na gevechten tussen de Sovjet-Unie en het nazistische Duitsland wordt Český Malín bezet en valt nu onder het Derde Rijk.

### Verbranding
Vroeg in de ochtend van 13 juli 1943 worden Český Malín en het naburige Oekraïense Malín bezet door Duitse troepen. Alle inwoners van Český Malín worden uit hun huizen gehaald en op straat gezet, waar zij worden verdeeld in groepen ouderen, vrouwen en kinderen, en mannen. De groepen worden naar Oekraïens Malín gebracht, waar een schietpartij ontstaat. Sommige jonge mannen worden door de Duitsers gedwongen het vee en de eigendommen van de inwoners van Český Malín te verzamelen. In Oekraïens Malín jagen de Duitsers alle mannen en een deel van de groep vrouwen in kerken, scholen en andere gebouwen, welke in brand worden gestoken. Iedereen die probeert te vluchten of via het raam te ontsnappen wordt doodgeschoten. De meerderheid van de ouderen, vrouwen en kinderen worden teruggebracht naar Český Malín. Daar vertelt een hoge Duitse officier hen tijdens een redevoering dat zij zullen worden vrijgelaten. In plaats daarvan echter worden zij in een grote schuur gejaagd en levend verbrand. Daarna steken de Duitsers ook andere gebouwen in Český Malín in brand. Slechts enkele inwoners hebben het overleefd: diegenen die op dat moment niet in Český Malín aanwezig waren, en degenen die gedwongen waren het vee en de eigendommen te verzamelen.
Het dorp heeft een week gebrand. De stoffelijke overschotten welke naderhand werden aangetroffen zijn begraven in een gemeenschappelijk graf in Český Malín.
Volgens Duitse beweringen hebben zij er geen schuld aan, maar is Český Malín het slachtoffer geworden van 'Banderovci': Oekraïense partizanen.

### Na de Tweede Wereldoorlog
In april 1944 hebben leden van de Eerste Tsjecho-Slowaakse zelfstandige brigade de ruïnes van Český Malín onderzocht en het als misdrijf van de nazi's gedocumenteerd.
Een Tsjechische tank van het Eerste Tsjecho-Slowaakse legerkorps in de Sovjet-Unie is naar de plaats vernoemd.
Ter gelegenheid van het vierde herdenkingsjaar van de verbranding van Český Malín werd op 13 juli 1947 het dorp Frankštát, gelegen nabij Šumperk, omgedoopt in Nový Malín (Nieuw Malín), aangezien een aantal overlevenden uit Český Malín zich daar hadden gevestigd. Hier staat een monument voor de 374 slachtoffers van de verbranding.